# 岗背塔
岗背塔，位于中国广东省阳江市江城区东南岗背岭，为阳江市的一个市、县级文物保护单位，类型为古建筑，公布时间为1986年4月。
岗背塔的历史年代为清代。